# Mimoúrovňová křižovatka Opatovice nad Labem
Mimoúrovňová křižovatka Opatovice nad Labem je mimoúrovňová křižovatka u obce Opatovice nad Labem v Pardubickém kraji. Kříží se zde dálnice D35 se silnicemi I/37 a II/324. Úsek silnice I/37 z Hradce Králové do Pardubic („hradubická“), procházející touto křižovatkou v její nejnižší úrovni, je veden jako silnice pro motorová vozidla.

## Poloha
Dálniční křižovatka se nachází jižně od Opatovic nad Labem, severně od opatovické elektrárny. Další blízkou obcí je Čeperka, která leží jihozápadním směrem od křižovatky. Křižovatka se nachází v průměrné nadmořské výšce 228 m n. m. Od severu k jihu pod ní protéká Opatovický kanál.

## Popis
Mimoúrovňová křižovatka Opatovice je třípatrová mimoúrovňová křižovatka dálnice D35, která prochází nejvyšším patrem od západu k jihovýchodu, silnice I/37, vedoucí nejnižším patrem ve směru sever-jih, a silnice II/324 v prostředním patře v podobě kruhového objezdu, který společně s rampami funguje zároveň jako spojení ostatních pater. Křižovatka stála cca 1,344 miliardy korun a 85 procent nákladů mělo být hrazeno z fondů Evropské unie. V květnu 2011 ovšem EU stavbu kritizovala jako předraženou.

## Historie výstavby
Křižovatka byla otevřena v listopadu 2009 s přivedením úseku dálnice D35 (tehdy rychlostní silnice R35) od křižovatky Sedlice. Poslední patro, na které byl později napojen úsek D35 do Časů, bylo dokončeno v prosinci 2015, avšak zprovozněno až v souvislosti s otevřením navazujícího úseku v prosinci 2021.